# Петър Стойковски
Петър Стойковски – Бабец (на македонска литературна норма: Петар Стојковски – Бабец) е актьор и режисьор от Република Македония.

## Биография
Роден е в 1931 година в Битоля, тогава в Кралство Югославия.
Умира на 15 юли 2010 година в Битоля.
Името му носи Детският театър „Бабец“ в Битоля.